# بزرگترین عشق
بزرگترین عشق (انگلیسی: The Greatest Love; کره‌ای: 최고의 사랑) یک مجموعهٔ تلویزیونی کره جنوبی ۲۰۱۱ در ژانر کمدی رمانتیک با بازی چا سونگ وون، گونگ هیو جین، یون که-سانگ و یو این-نا است. این مجموعه با روایت داستانی دربارهٔ عشق واقعی در دنیای جعلی سرگرمی، از ۴ مه تا ۲۳ ژوئن ۲۰۱۱، چهارشنبه و پنجشنبه‌ها ساعت ۲۱:۵۵ (کی‌اس‌تی) از ام‌بی‌سی برای ۱۶ قسمت پخش شد.

## خلاصه داستان
گو ئه-جونگ (گونگ هیو جین) محبوب‌ترین عضو گروه دخترانهٔ کوک‌بو سونیو به معنای «دختران گنجینه ملی» برای مدت ده سال بود، اما پس از درگیر شدن در رسوایی‌ها دوران محبوبیتش به سر آمد. او در برنامه‌های تلویزیونی حضور پیدا می‌کند تا برای پدر و برادر دردسرسازش به سختی پول دربیاورد.

## بازیگران

### بازیگران اصلی
- چا سونگ وون در نقش دوک‌کو جین
- گونگ هیو جین در نقش گو ئه-جونگ
- یون که-سانگ در نقش یون پیل-جو
- یو این-نا در نقش کانگ سه-ری

### بازیگران مکمل
- یانگ هان-یول در نقش گو هیونگ-کیو (برادر زادهٔ ئه-جونگ)
- جونگ جون-ها در نقش گو ئیه-هوان (برادر/مدیر برنامهٔ ئه-جونگ)
- لی هی-جین در نقش جنی
- ایم جی-کیو در نقش کیم جه-سوک (مدیر برنامهٔ جین)
- چوی هوا-جونگ در نقش نماینده مون (رئیس آژانس جین)
- به سول-کی در نقش هان می-نا
- جونگ مان-شیک در نقش مدیر برنامه جانگ
- چوی سونگ-مین در نقش کیم اون-هو (پی‌دی کاپل میکینگ)
- کیم می-جین در نقش هان میونگ-جونگ (نویسندهٔ کاپل میکینگ)
- پارک وون-سوک در نقش مادر پیل-جو
- هان جین-هی در نقش گو جا-چول (پدر ئه-جونگ)
- جونگ گیو-سو در نقش جراح قلب
- ریو هیو-یونگ در نقش هارومی
- این گیو جین در نقش شوهر می-نا

### بازیگران مهمان
| قسمت ۱ - جانگ هانگ-جون - جونگ دو هونگ - هوران - اوه سانگ جین قسمت‌های ۱–۲ (کوییز برای تغییر جهان) - کیم گو-را - لی هوی-جه - پارک می-سون - جو هه-ریون - لی بیونگ-جین - لی کیونگ-شیل - جو هیونگ-گی - کیم جی-سون - جی سانگ-ریول - کیم هیون-چول - پارک کیونگ-لیم - کیم شین-یونگ | قسمت‌های ۳–۴ - پارک شی-یون قسمت ۹ - لی سونگ گی قسمت ۱۰ - برایان جو قسمت ۱۴ (سکشن تی‌وی) - کیم یونگ-مان - گو اون-یونگ - پارک سول-گی - لی سونگ-به - سو هیو-میونگ - هوانگ جه-سونگ - جونگ هوان-گیو قسمت‌های ۱۵–۱۶ (جام جهانی تیپ ایدئال) - کیم گو-را |

## تولید
این مجموعه توسط هونگ می-ران و هونگ جونگ-اون که به «خواهران هونگ» شناخته می‌شوند، نوشته‌است، که درام‌های کره‌ای دیگری از جمله دختر محبوب چون هیانگ (۲۰۰۵)، دختر من (۲۰۰۵)، همسر یا دردسر (۲۰۰۶)، قهرمان (۲۰۰۸)، تو زیبایی (۲۰۰۹) و دوست‌دختر من یک گومیهو است (۲۰۱۰) را نوشته‌اند. به گفتهٔ کارگردان پارک هونگ-کیون (که پیش از این کارگردان ملکه سوندوک بوده‌است) مهارت خواهران هونگ در کمدی شخصیت این است که چگونه بزرگترین عشق امیدوار است خود را از سایر درام‌های کره‌ای مد روز پخش شده در بهار ۲۰۱۱ متمایز کند.
اگرچه این مجموعه از شایعاتی که مردم در مورد سلبریتی‌ها می‌شنوند ناشی می‌شود، اما چا سونگ وون در طی کنفرانس مطبوعاتی این مجموعه گفت که او همچنین می‌خواهد یک بخش روشن و سالم از صنعت سرگرمی در کره را به نمایش بگذارد. او اعتراف کرد که هنرمندان به علت شغل خود در پشت تصویر خود پنهان می‌شوند. چا گفت: «با این حال این درام نشان می‌دهد که آنها فقط افراد واقعی خارج از دوربین هستند.» یون که-سانگ افزود که، «فیلمنامه خیلی واقع گرایانه است و نگاهی گذرا به آنچه در پشت پرده رخ می‌دهد، می‌اندازد.» چا سونگ وون بازی کمدی خود را فنی توصیف کرده‌است در حالیکه همکارش گونگ هیو جین، طبیعی‌تر و واکنشی‌تر است. آنها بر این باورند که بین دو سبک بازیگری خود تعادل خوبی ایجاد کرده‌اند و این به شدت به درام کمک کرده‌است.

### فیلم‌برداری
چندین مکان مورد استفاده در این مجموعه، کافه مونِت در پیونگ‌چانگ-دونگ (ظاهرا توسط جنی، دوست گو ئه-جونگ اداره می‌شود)، موزهٔ کیم جونگ یون (که به عنوان خانهٔ مجلل دوک‌کو جین مورد استفاده قرار گرفت)، لوته ورلد مجیک آیلند (مکان اعتراف عاشقانهٔ دوک‌کو جین)، گالری دی اسکوئر در نون‌هیون-دونگ (به عنوان آژانس مدیریت دوک‌کو جین) و موزهٔ چون‌وُن‌دانگِ پزشکی کره‌ای در جونگ‌نو-گو (به عنوان کلینیک پیل-جو) است.
گمارش محصول (پی‌پی‌ال) در خط داستانی شخصیت‌ها ادغام شد و محبوبیت درام منجر به افزایش فروش محصولاتی مانند تلفن‌های هوشمند ال‌جی اپتیموس بلک و اپتیموس بیگ، سرویس شبکه‌سازی اجتماعی می‌تودِی، و نوشیدنی انرژی‌زای ویتامین‌واتر شد. اما تیم تولید یک هشدار از کمیسیون پخش برای آنچه که آن را استفادهٔ «فاحش» از گمارش محصول در درام نامید، دریافت کرد.

## ریتینگ
بزرگترین عشق در چارت TNmS به میانگین ریتینگ بینندگان ۱۶٫۶٪ و در AGB نیلسن میدیا ریسرچ به ریتینگ ۱۹٫۵٪ دست یافت، و قسمت آخر آن به ریتینگ ۲۱٪ رسید تا برای اولین بار از مرز ۲۰٪ عبور کند. این مجموعه در صدر جدول پخش تلویزیونی چهارشنبه و پنجشنبه‌ها، برای پنج هفتهٔ متوالی قرار گرفت.
| قسمت    | تاریخ پخش اصلی | میانگین سهم مخاطب | میانگین سهم مخاطب | میانگین سهم مخاطب | میانگین سهم مخاطب |
| قسمت    | تاریخ پخش اصلی | TNmS (%)          | TNmS (%)          | AGB Nielsen (%)   | AGB Nielsen (%)   |
| قسمت    | تاریخ پخش اصلی | سراسر کشور        | سئول              | سراسر کشور        | سئول              |
| ------- | -------------- | ----------------- | ----------------- | ----------------- | ----------------- |
| ۱       | ۴ مه ۲۰۱۱      | ۶٫۵٪              | ۸٫۶٪              | ۸٫۴٪              | ۱۰٫۰٪             |
| ۲       | ۵ مه ۲۰۱۱      | ۷٫۱٪              | ۹٫۶٪              | ۹٫۷٪              | ۱۱٫۵٪             |
| ۳       | ۱۱ مه ۲۰۱۱     | ۸٫۶٪              | ۱۱٫۲٪             | ۱۲٫۱٪             | ۱۳٫۶٪             |
| ۴       | ۱۲ مه ۲۰۱۱     | ۹٫۷٪              | ۱۲٫۳٪             | ۱۳٫۹٪             | ۱۷٫۱٪             |
| ۵       | ۱۸ مه ۲۰۱۱     | ۱۰٫۴٪             | ۱۳٫۹٪             | ۱۴٫۰٪             | ۱۶٫۲٪             |
| ۶       | ۱۹ مه ۲۰۱۱     | ۱۰٫۲٪             | ۱۲٫۷٪             | ۱۵٫۱٪             | ۱۷٫۵٪             |
| ۷       | ۲۵ مه ۲۰۱۱     | ۱۴٫۴٪             | ۱۷٫۹٪             | ۱۷٫۴٪             | ۱۹٫۸٪             |
| ۸       | ۲۶ مه ۲۰۱۱     | ۱۵٫۲٪             | ۱۸٫۰٪             | ۱۷٫۹٪             | ۲۰٫۲٪             |
| ۹       | ۱ ژوئن ۲۰۱۱    | ۱۴٫۴٪             | ۱۷٫۰٪             | ۱۷٫۸٪             | ۲۰٫۳٪             |
| ۱۰      | ۲ ژوئن ۲۰۱۱    | ۱۳٫۸٪             | ۱۷٫۴٪             | ۱۸٫۴٪             | ۲۱٫۲٪             |
| ۱۱      | ۸ ژوئن ۲۰۱۱    | ۱۴٫۳٪             | ۱۷٫۳٪             | ۱۸٫۴٪             | ۲۱٫۳٪             |
| ۱۲      | ۹ ژوئن ۲۰۱۱    | ۱۴٫۶٪             | ۱۸٫۵٪             | ۱۸٫۴٪             | ۲۰٫۹٪             |
| ۱۳      | ۱۵ ژوئن ۲۰۱۱   | ۱۳٫۱٪             | ۱۷٫۷٪             | ۱۷٫۸٪             | ۲۰٫۴٪             |
| ۱۴      | ۱۶ ژوئن ۲۰۱۱   | ۱۴٫۵٪             | ۱۸٫۱٪             | ۱۷٫۹٪             | ۲۰٫۱٪             |
| ۱۵      | ۲۲ ژوئن ۲۰۱۱   | ۱۵٫۹٪             | ۱۹٫۳٪             | ۱۸٫۰٪             | ۲۱٫۳٪             |
| ۱۶      | ۲۳ ژوئن ۲۰۱۱   | ۱۷٫۴٪             | ۲۱٫۲٪             | ۲۱٫۰٪             | ۲۳٫۷٪             |
| میانگین | میانگین        | ۱۲٫۵٪             | ۱۵٫۷٪             | ۱۶٫۰٪             | ۱۸٫۴٪             |

## جوایز و نامزدی‌ها
| سال  | مراسم جوایز                                                        | دسته                                      | گیرنده                                    | نتیجه    |
| ---- | ------------------------------------------------------------------ | ----------------------------------------- | ----------------------------------------- | -------- |
| ۲۰۲۱ | چهارمین جوایز درامای کره                                           | بهترین دراما                              | بزرگترین عشق                              | نامزدشده |
| ۲۰۲۱ | چهارمین جوایز درامای کره                                           | بهترین بازیگر نقش اول مرد                 | چا سونگ وون                               | نامزدشده |
| ۲۰۲۱ | چهارمین جوایز درامای کره                                           | بهترین بازیگر نقش اول زن                  | گونگ هیو جین                              | نامزدشده |
| ۲۰۲۱ | چهارمین جوایز درامای کره                                           | بهترین بازیگر نقش مکمل زن                 | یو این-نا                                 | نامزدشده |
| ۲۰۲۱ | چهارمین جوایز درامای کره                                           | بهترین نویسنده(ها)                        | هونگ می ران، هونگ جونگ اون                | نامزدشده |
| ۲۰۲۱ | چهارمین جوایز درامای کره                                           | بهترین اواس‌تی                             | «فراموشم نکن» (Don't Forget Me) از هو گاک | برنده    |
| ۲۰۲۱ | سومین جوایز موسیقی ملون                                            | بهترین اواس‌تی                             | «پیت-ا-پت» (Pit-a-Pat) از سانی هیل        | برنده    |
| ۲۰۲۱ | سیزدهمین جوایز موسیقی آسیایی ام‌نت                                  | بهترین اواس‌تی                             | «فراموشم نکن» (Don't Forget Me) از هو گاک | نامزدشده |
| ۲۰۲۱ | سی و هشتمین جوایز پخش کره                                          | بهترین بازیگر نقش اول مرد                 | چا سونگ وون                               | برنده    |
| ۲۰۲۱ | بیست و چهارمین جوایز گریمه                                         | بهترین بازیگر نقش اول مرد                 | چا سونگ وون                               | برنده    |
| ۲۰۲۱ | جوایز درامای ام‌بی‌سی                                                | درامای سال                                | بزرگترین عشق                              | برنده    |
| ۲۰۲۱ | جوایز درامای ام‌بی‌سی                                                | جایزه برترین بازیگر مرد در یک مینی‌سریال   | چا سونگ وون                               | برنده    |
| ۲۰۲۱ | جوایز درامای ام‌بی‌سی                                                | جایزه برترین بازیگر زن در یک مینی‌سریال    | گونگ هیو جین                              | برنده    |
| ۲۰۲۱ | جوایز درامای ام‌بی‌سی                                                | بهترین بازیگر تازه‌کار مرد در یک مینی‌سریال | یون که-سانگ                               | نامزدشده |
| ۲۰۲۱ | جوایز درامای ام‌بی‌سی                                                | بهترین بازیگر تازه‌کار زن در یک مینی‌سریال  | یو این-نا                                 | نامزدشده |
| ۲۰۲۱ | جوایز درامای ام‌بی‌سی                                                | بهترین بازیگر کودک پسر                    | یانگ هان-یول                              | برنده    |
| ۲۰۲۱ | جوایز درامای ام‌بی‌سی                                                | نویسنده(ها) ی سال                         | هونگ می-ران، هونگ جونگ-اون                | برنده    |
| ۲۰۲۱ | جوایز درامای ام‌بی‌سی                                                | جایزه محبوبیت، بازیگر مرد                 | چا سونگ وون                               | نامزدشده |
| ۲۰۲۱ | جوایز درامای ام‌بی‌سی                                                | جایزه محبوبیت، بازیگر زن                  | گونگ هیو جین                              | برنده    |
| ۲۰۲۱ | جوایز درامای ام‌بی‌سی                                                | جایزه بهترین زوج                          | چا سونگ وون و گونگ هیو جین                | برنده    |
| ۲۰۱۲ | هشتمین جوایز بین‌المللی فیلم‌ها و تلویزیونِ فستیوال تلویزیونی نیویورک | جایزه نقره، دسته مینی‌سریال                | بزرگترین عشق                              | برنده    |
| ۲۰۱۲ | چهل و هشتمین جوایز هنری بکسانگ                                     | بهترین درام                               | بزرگترین عشق                              | نامزدشده |
| ۲۰۱۲ | چهل و هشتمین جوایز هنری بکسانگ                                     | بهترین بازیگر نقش اول مرد (تلویزیون)      | چا سونگ وون                               | نامزدشده |
| ۲۰۱۲ | چهل و هشتمین جوایز هنری بکسانگ                                     | بهترین بازیگر نقش اول زن (تلویزیون)       | گونگ هیو جین                              | برنده    |
| ۲۰۱۲ | چهل و هشتمین جوایز هنری بکسانگ                                     | بهترین فیلم‌نامه (تلویزیون)                | هونگ می-ران، هونگ جونگ-اون                | نامزدشده |
| ۲۰۱۲ | هفتمین جوایز بین‌المللی درامای سئول                                 | درام کره‌ای برجسته                         | بزرگترین عشق                              | نامزدشده |

## اقتباس کمیک
ناشر کتاب کمیک، تونی پلاس، دو کتاب اول بزرگترین عشق را در آوریل ۲۰۱۲ منتشر کرد. این شرکت انتظار دارد که فروش کتاب‌های کمیک کره‌ای در خارج از کشور با کتاب‌های کمیک مبتنی بر درام افزایش پیدا کند.